# Ундово
У́ндово — деревня в Котельском сельском поселении Кингисеппского района Ленинградской области.

## История
Упоминается как деревня Undoieua в Толдожском погосте в шведских «Писцовых книгах Ижорской земли» 1618—1623 годов.
На карте Ингерманландии А. И. Бергенгейма, составленной по шведским материалам 1676 года, она обозначена как деревня Ondowa.
На шведской «Генеральной карте провинции Ингерманландии» 1704 года — как Ondofvabÿ.
Как безымянная деревня упомянута на «Географическом чертеже Ижорской земли» Адриана Шонбека 1705 года.
Как деревня Удова она обозначена на карте Ингерманландии А. Ростовцева 1727 года.
На карте Санкт-Петербургской губернии Ф. Ф. Шуберта 1834 года обозначена деревня Ундова, состоящая из 22 крестьянских дворов.

УНДОВО — деревня принадлежит генерал-майору Альбрехту, число жителей по ревизии: 68 м. п., 63 ж. п. (1838 год)

На этнографической карте Санкт-Петербургской губернии П. И. Кёппена 1849 года она обозначена как деревня «Undowo»,  расположенная в ареале расселения води. В пояснительном тексте к этнографической карте она записана как деревня Undowa и указано количество её жителей на 1848 год: води — 56 м. п., 48 ж. п., всего 104 человека.
Согласно карте профессора С. С. Куторги 1852 года деревня называлась Ундова и состояла из 22 дворов.

УНДОВО — деревня генерал-майора Альбрехта, 10 вёрст по почтовой, а остальное по просёлкам, число дворов — 24, число душ — 62 м. п. (1856 год)

УНДОВО — деревня, число жителей по X-ой ревизии 1857 года: 57 м. п., 53 ж. п., всего 110 чел.

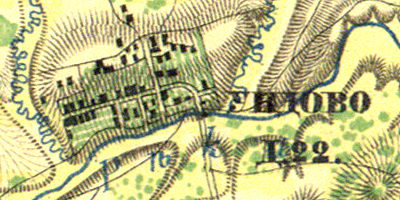
Деревня Ундово на карте 1860 года

Согласно «Топографической карте частей Санкт-Петербургской и Выборгской губерний» в 1860 году деревня Ундово насчитывала 22 крестьянских двора.

УНДОВО — деревня владельческая при реке Суме, число дворов — 21, число жителей: 57 м. п., 50 ж. п.; Часовня. (1862 год)

УНДОВО — деревня, по земской переписи 1882 года: семей — 31, в них 72 м. п., 70 ж. п., всего 142 чел.

Сборник Центрального статистического комитета описывал деревню так:

УНДОВА — деревня бывшая владельческая, дворов — 27, жителей — 103. Часовня, лавка. (1885 год)

По земской переписи 1899 года:

УНДОВО — деревня, число хозяйств — 28, число жителей: 65 м. п., 65 ж. п., всего 130 чел.;
 разряд крестьян: бывшие владельческие; народность: русская — 8 чел., финская — 118 чел., смешанная — 4 чел.

В конце XIX — начале XX века деревня административно относилась к Котельской волости 2-го стана Ямбургского уезда Санкт-Петербургской губернии.
С 1917 по 1921 год деревня Ундово входила в состав Ундовского сельсовета Котельской волости Ямбургского уезда.
С 1922 года в составе Распевского сельсовета Котельской волости Кингисеппского уезда.
С 1924 года в составе Монастырского сельсовета.
С 1925 года вновь в составе Ундовского сельсовета.
Согласно данным переписи населения СССР 1926 года в деревне Ундово проживали 169 человек, все русские.
С 1927 года в составе Котельского района.
С 1925 года в составе Котельского сельсовета.
Согласно топографической карте 1930 года деревня насчитывала 32 двора.
С 1931 года в составе Кингисеппского района.
По данным 1933 года деревня Ундово входила в состав Котельского сельсовета Кингисеппского района.

План деревни Ундово. 1938 год

Согласно топографической карте 1938 года деревня насчитывала 36 дворов.
В 1939 году население деревни Ундово составляло 219 человек.
Деревня была освобождена от немецко-фашистских оккупантов 31 января 1944 года.
В 1958 году население деревни Ундово составляло 119 человек.
По данным 1966, 1973 и 1990 годов деревня Ундово также входила в состав Котельского сельсовета Кингисеппского района.
В 1997 году в деревне Ундово проживали 36 человек, в 2002 году — 30 человек (русские — 97 %), в 2007 году — 32.

## География
Деревня расположена в северо-восточной части района на автодороге 41К-578 (подъезд к дер. Большая Рассия).
Расстояние до административного центра поселения — 7 км.
Расстояние до ближайшей железнодорожной станции Котлы — 3 км.
Через деревню протекает река Сума.

## Экология
Постановлением правительства Российской Федерации от 08.10.2015 № 1074 деревня Ундово включена в перечень населённых пунктов, находящихся в границах зон радиоактивного загрязнения вследствие катастрофы на Чернобыльской АЭС и отнесена к зоне проживания с льготным социально-экономическим статусом.

## Демография
| 1862 | 2007 | 2010 | 2017 |
| ---- | ---- | ---- | ---- |
| 107  | ↘32  | ↘20  | ↗30  |

### Национальный состав
Согласно данным Всероссийской переписи населения 2021 года в деревне проживали 35 человек, все русские.

## Фото

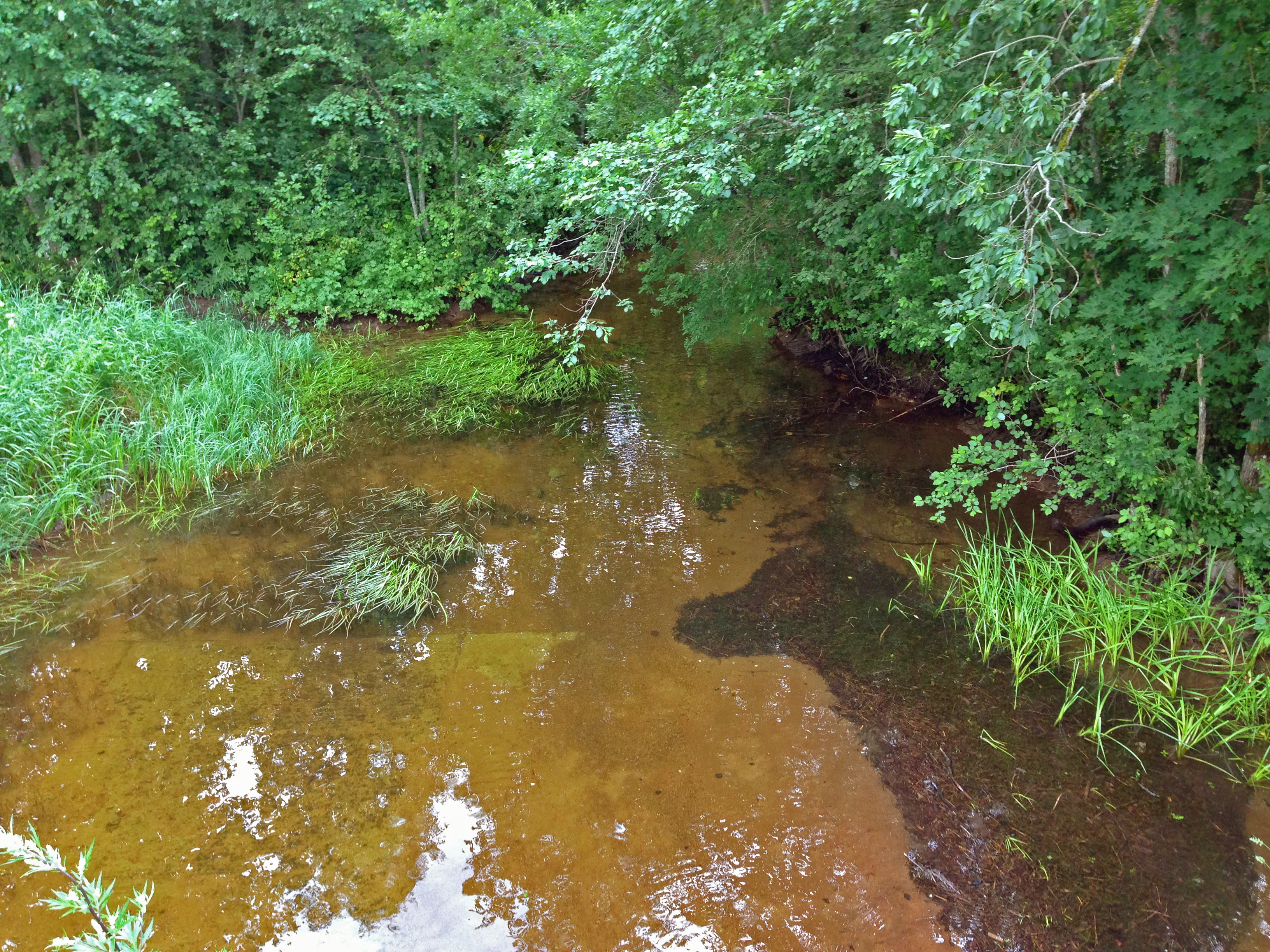
Река Сума. 2013 год